# 2003年MTV歐洲音樂大獎
2003年MTV歐洲音樂大獎于11月6日在蘇格蘭愛丁堡舉行，典禮主持人為克莉絲汀。典禮會場是愛丁堡利斯區 海运中心 旁的臨時舞台。本屆是第十屆MTV歐洲音樂大獎。

## 表演者
- 碧昂絲 feat. 尚恩·保羅 —《Baby Boy》
- 蒂朵 —《White Flag》
- 黑眼豆豆 feat. 賈斯汀 —《Where Is the Love?》
- 化學兄弟 & 烈火紅唇（The Flaming Lips）—《The Golden Path》
- 黑暗旋風樂團 —《I Believe In A Thing Called Love》
- 發電廠樂團 —《Aerodynamik》
- 凱莉·米洛 —《Slow》
- 紅粉佳人 —《Trouble》
- 崔維斯 —《Beautiful Occupation》
- 白線條樂團 —《Seven Nation Army》

## 頒獎人
- 安德瑞3000（英语：André 3000）
- 比利·包依德
- 傑拉德·巴特勒
- 慶鷹（Chingy）
- 馮·迪索
- 蜜妮·卓芙（Minnie Driver）
- 蜜西·艾莉特（Missy Elliott）
- 戴夫·納瓦羅（Dave Navarro）
- 派瑞·法羅爾（Perry Farrell）
- 路達克里斯
- 雪莉·曼森（Shirley Manson）
- 菲瑞·威廉斯（Pharrell Williams）
- Ohad Hugo
- 凱莉·奧斯朋（Kelly Osbourne）
- 普里斯頓·萊西（Preston Lacy）
- 克里斯·朋提斯（Chris Pontius）
- 麥可·史帝普（Michael Stipe）
- 夏琳·史碧（Sharleen Spiteri）

## 國際獎項

### 最佳歌曲
- 克莉絲汀 —《Beautiful》
- 碧昂絲 feat. 傑斯 —《Crazy In Love》
- 伊凡塞斯 —《Bring Me To Life》
- 尚恩·保羅 —《Get Busy》
- 賈斯汀 —《Cry Me A River》

### 最佳音樂錄影帶
- 蜜西·艾莉特 —《Work It》
- 石器時代女王（Queens of the Stone Age）—《Go with the Flow》
- 詩格洛絲 —《Untitled 1》
- 安可樂團（U.N.K.L.E.）—《An Eye For An Eye》
- 白線條樂團 —《Seven Nation Army》

### 最佳專輯
- 五角 —《要錢不要命》（Get Rich Or Die Tryin'）
- 克莉絲汀 —《裸》
- 賈斯汀 —《愛你無罪》（Justified）
- 白線條樂團 —《象》（Elephant）
- 羅比·威廉斯 —《脫穎而出》（Escapology）

### 最佳女歌手
- 克莉絲汀
- 碧昂絲
- 瑪丹娜
- 凱莉·米洛
- 紅粉佳人

### 最佳男歌手
- 克雷格·大衛
- 阿姆
- 尚恩·保羅
- 賈斯汀
- 羅比·威廉斯

### 最佳團體
- 酷玩樂團
- 伊凡塞斯
- 金屬製品
- 電台司令
- 白線條樂團

### 最佳新人
- 五角
- 伊凡塞斯
- 狂野夏洛特
- 尚恩·保羅
- 賈斯汀

### 最佳流行藝人
- 克莉絲汀
- 凱莉·米洛
- 紅粉佳人
- 賈斯汀
- 羅比·威廉斯

### 最佳舞曲藝人
- 化學兄弟
- 老少配（Junior Senior）
- Panjabi MC（英语：Panjabi MC）
- 魔比
- 保羅·歐肯弗德（Paul Oakenfold）

### 最佳搖滾藝人
- 狂野夏洛特
- 聯合公園
- 金屬製品
- 嗆辣紅椒
- 白線條樂團

### 最佳節奏藍調藝人
- 亞香緹（Ashanti）
- 碧昂絲
- 瑪麗·布萊姬
- 克雷格·大衛
- 珍妮佛·羅培茲

### 最佳嘻哈藝人
- 五角
- 蜜西·艾莉特
- 阿姆
- 傑斯
- 尼力

### 網站獎
- 冰金樂團（Goldfrapp）()
- 老少配 ()
- 瑪丹娜 (（页面存档备份，存于）)
- 瑪麗蓮·曼森 (（页面存档备份，存于）)
- 石器時代女王 (（页面存档备份，存于）)

## 地區獎項

### 最佳英國及愛爾蘭藝人
- 珊瑚樂團（The Coral）
- 黑暗旋風樂團
- 一個朋友的葬禮
- 放蕩樂團
- 顫動樂團（The Thrills）

### 最佳德國藝人
- 醫生樂團
- 廢物猿人（Guano Apes）
- 沙维尔·奈杜（英语：Xavier Naidoo）
- Seeed（英语：Seeed）
- 大英雄樂團（Wir sind Helden）

### 最佳北歐藝人
- 羊毛衫
- 老少配
- Kashmir（英语：Kashmir (band)）
- 流浪漢（Outlandish）
- 雷斯魔

### 最佳義大利藝人
- 卡门·康索利（英语：Carmen Consoli）
- 萬花筒樂團（Gemelli Diversi）
- Negrita
- Tiromancino（英语：Tiromancino）
- Le Vibrazioni

### 最佳荷蘭藝人
- Beef（英语：Beef (band)）
- Bløf（英语：Bløf）
- 極限玩家（Junkie XL）
- 肯恩樂團（Kane）
- 提雅斯多

### 最佳法國藝人
- 貝芮妮絲（Berenice）
- 珍妮佛（英语：Jenifer (singer)）
- KYO樂團
- 虛擬DJ T寶寶（One-T）
- 巴布·辛克勒（Bob Sinclar）

### 最佳波蘭藝人
- Blue Café
- Cool Kids of Death（英语：Cool Kids of Death）
- Myslovitz（英语：Myslovitz）
- Peja（英语：Peja (musician)）
- Smolik（英语：Smolik）

### 最佳西班牙藝人
- 愛樂成癡（El Canto del Loco）
- Jarabe de Palo（英语：Jarabe de Palo）
- Las Niñas
- 梵谷左耳
- 亞雷漢德羅·桑斯

### 最佳俄羅斯藝人
- Diskoteka Avariya（英语：Diskoteka Avariya）
- Leningrad（英语：Leningrad (band)）
- Glukoza（英语：Glukoza）
- Splean（英语：Splean）
- t.A.T.u.

### 最佳羅馬尼亞藝人
- AB4
- Andra vs. Tiger One
- 歐龍
- Parazitii（英语：Parazitii）
- Voltaj（英语：Voltaj）

### 最佳葡萄牙藝人
- Blasted Mechanism（英语：Blasted Mechanism）
- 布林德·济罗（英语：Blind Zero）
- 戴维·丰塞卡（英语：David Fonseca）
- Fonzie（英语：Fonzie (band)）
- Primitive Reason（英语：Primitive Reason）

## 解放心靈大獎
- 翁山蘇姬